# Aeròstat
Un aeròstat, popularment dit bufa o bomba, és una aeronau més lleugera que l'aire que fa servir el principi d'Arquimedes per poder enlairar-se. Entre els aeròstats s'inclouen els globus aerostàtics, els dirigibles, els globus captius i els Helikites.
Estan compostos per una bossa que conté una massa de gas o aire calent més lleugera que l'aire exterior. A la part inferior de la bossa s'hi pot unir una estructura sòlida denominada barqueta o també se li pot lligar qualsevol tipus de cos, com per exemple un sensor. Els aeròstats no dirigibles es deixen portar pels corrents de l'aire, encara que alguns poden controlar-ne l'elevació.
Els globus aerostàtics són aeròstats no propulsats i n'hi ha de dos tipus, els globus d'aire calent i els globus de gas.
La paraula aeròstat prové del mot francès "aérostat", i aquest del grec "aer", aire, i "statos", quiet.

## Història
El principi de base és fer un objecte més lleuger que l’aire (amb aire calent o amb un gas més lleuger que l’aire, hidrogen, per exemple). Aquest principi era probablement conegut pels xinesos (presumptes inventors del paper): suposadament haurien fet vols de petits globus de paper inflats amb aire calent. Molts precursors (entre ells Bartolomeu de Gusmão) han il·lustrat aquest principi. Les primeres aplicacions pràctiques de vols dels enginys més importants van ser fetes pels francesos  Joseph i Étienne de Montgolfier i el físic Jacques Charles.
- L'any 1782 els germans Montgolfier experimenten amb globus de tela recoberts amb paper, mantinguts inflats per un foc de palla i de llana mantingut sota el forat i arriben a enviar a animals a l'aire.
- El 15 d'octubre de 1783, Jean-François Pilâtre de Rozier es va elevar fins als 84 metres amb un enginy captiu.
- El 21 de novembre de 1783, Pilâtre de Rozier i el marquès François-Laurent d'Arlandes es van elevar des dels jardins de la Muette, van travessar el Sena a Passy i es van posar -deu minuts més tard- a la Butte-aux-Cailles després d'haver assolit els 1.000 metres d'altitud.
- El 26 de juny de 1794, la batalla de Fleurus va veure el primer ús militar d'un globus d'observació[3]
- El 24 de setembre de 1852 l'aeròstat Giffard fou el primer dirigible d'hèlix i timó, experimentat el 24 de setembre de 1852 de París a Elancourt, per Henri Giffard

## Imatges

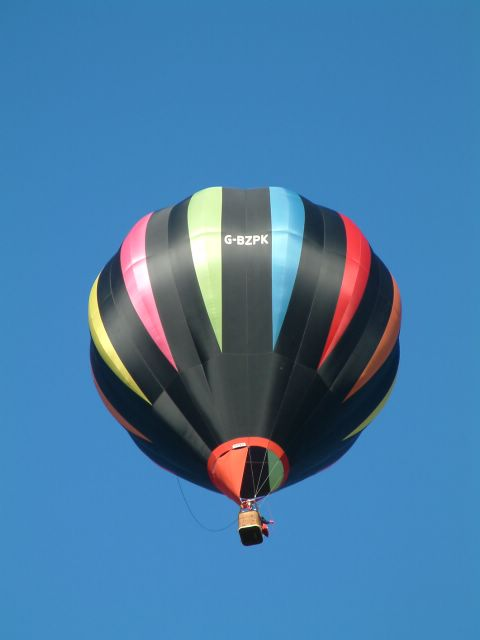
Globus aerostàtic d'aire calent.
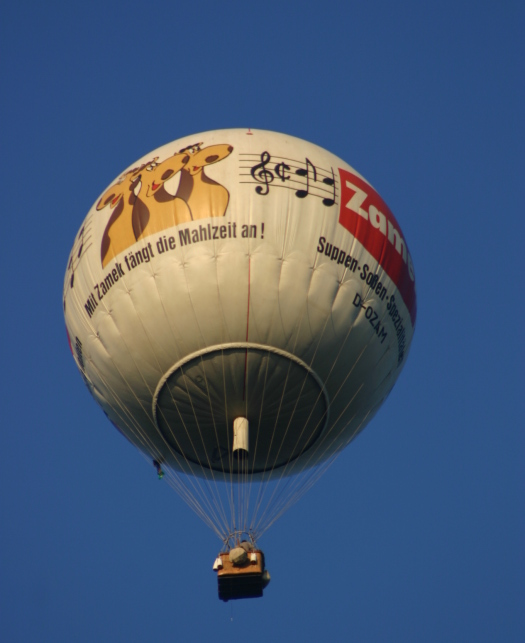
Globus aerostàtic de gas,
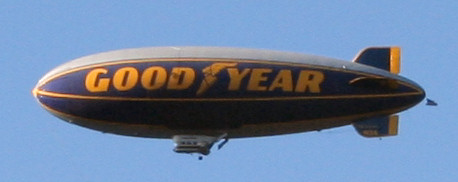
Dirigible, aeròstat volador que pot ser propulsat i dirigit.
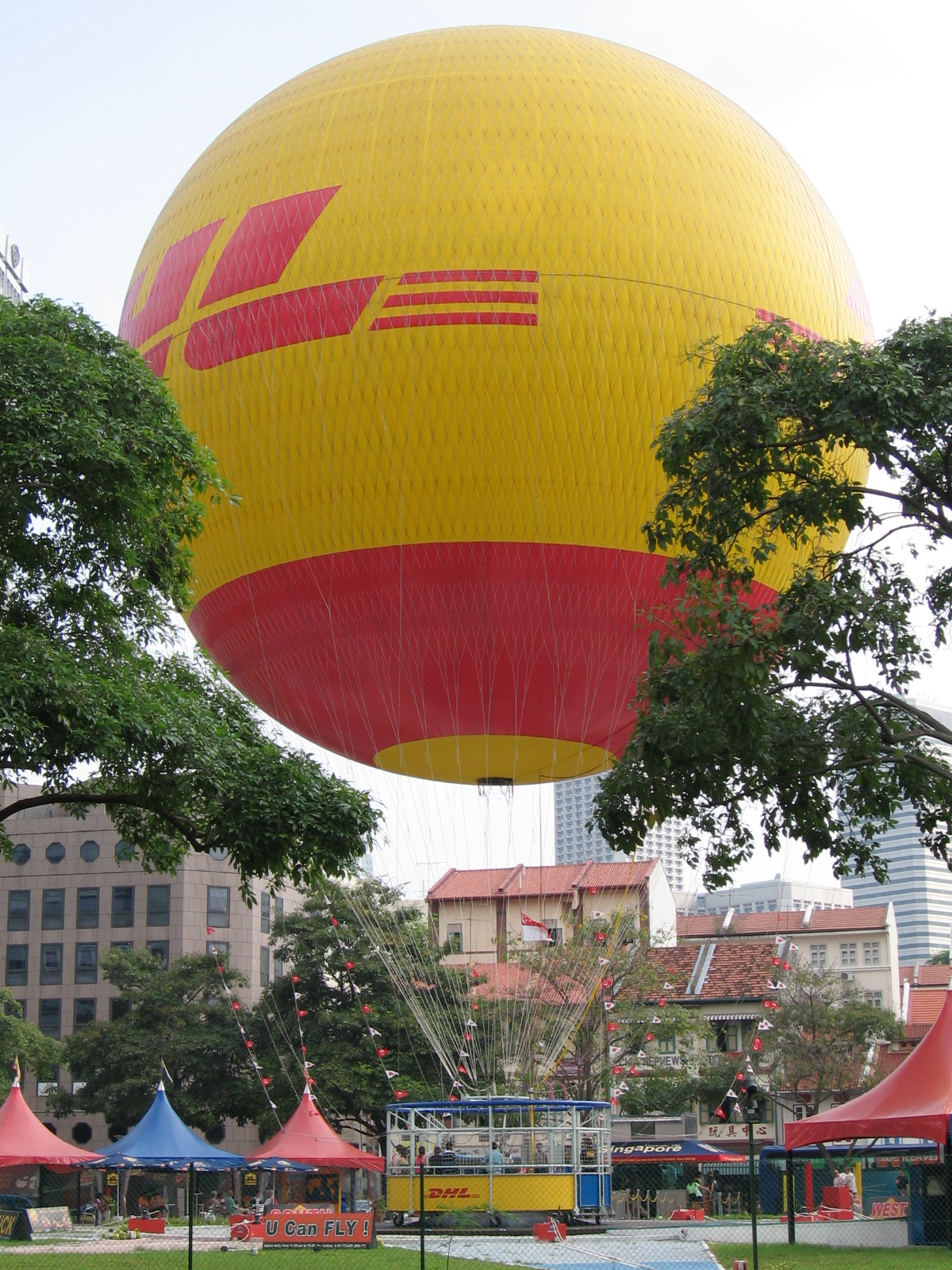
Globus captiu que es manté lligat.
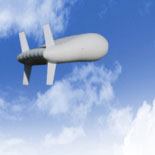
Aeròstat amb un perfil dissenyat per poder-se mantenir elevat.